# Filmfestival van Venetië 2021
Het 78ste Filmfestival van Venetië is een internationaal filmfestival dat plaatsvond in Venetië, Italië van 1 tot en met 11 september 2021. 
In januari werd bekendgemaakt dat de Zuid-Koreaanse regisseur Bong Joon-ho de rol van juryvoorzitter zal vervullen voor de internationale competitie.
In april werd bekendgemaakt dat de Italiaanse regisseur en acteur Roberto Benigni een Gouden Leeuw voor Lifetime Achievement zal ontvangen. In juni werd bekend dat ook de Amerikaanse actrice Jamie Lee Curtis een Gouden Leeuw voor Lifetime Achievement zal ontvangen. De ceremonie hiervoor vindt op 8 september plaats, waarna de film Halloween Kills in première gaat, waarin Curtis een hoofdrol heeft.
In juli 2021 werd bekend dat het festival geopend wordt met de film Madres paralelas, van de Spaanse regisseur Pedro Almodóvar.

## Jury
De internationale jury:
| Naam                          | Beroep                         | Land                |
| ----------------------------- | ------------------------------ | ------------------- |
| Bong Joon-ho (juryvoorzitter) | Regisseur en scenarioschrijver | Zuid-Korea          |
| Saverio Costanzo              | Regisseur en scenarioschrijver | Italië              |
| Virginie Efira                | Actrice                        | België              |
| Cynthia Erivo                 | Actrice                        | Verenigd Koninkrijk |
| Sarah Gadon                   | Actrice                        | Canada              |
| Alexander Nanau               | Regisseur en scenarioschrijver | Roemenië Duitsland  |
| Chloé Zhao                    | Regisseur en scenarioschrijver | China               |

## Officiële selectie

### Binnen de competitie
Nadat Madres paralelas, The Power of the Dog en Spencer eerder al waren aangekondigd, werd op 26 juli 2021 de volledige selectie voor de internationale competitie bekendgemaakt. De gearceerde film betreft de winnaar van de Gouden Leeuw.
| Film                         | Regisseur                         | Land |
| ---------------------------- | --------------------------------- | --- |
| America Latina               | Fabio en Damiano D’Innocenzo      | Vlag van Italië · Vlag van Frankrijk                                                                                     |
| Il buco                      | Michelangelo Frammartino          | Vlag van Italië · Vlag van Frankrijk · Vlag van Duitsland                                                                |
| La caja                      | Lorenzo Vigas                     | Vlag van Mexico · Vlag van Verenigde Staten                                                                              |
| The Card Counter             | Paul Schrader                     | Vlag van Verenigde Staten · Vlag van Verenigd Koninkrijk · Vlag van China                                                |
| Competencia oficial          | Gastón Duprat, Mariano Cohn       | Vlag van Spanje · Vlag van Argentinië                                                                                    |
| È stata la mano di Dio       | Paolo Sorrentino                  | Vlag van Italië |
| L'Événement                  | Audrey Diwan                      | Vlag van Frankrijk |
| Freaks Out                   | Gabriele Mainetti                 | Vlag van Italië · Vlag van België                                                                                        |
| Illusions perdues            | Xavier Giannoli                   | Vlag van Frankrijk |
| Kapitan Volkonogov bezhal    | Natasha Merkulova, Aleksey Chupov | Vlag van Rusland · Vlag van Estland · Vlag van Frankrijk                                                                 |
| The Lost Daughter            | Maggie Gyllenhaal                 | Vlag van Griekenland · Vlag van Verenigde Staten · Vlag van Verenigd Koninkrijk · Vlag van Israël                        |
| Madres paralelas             | Pedro Almodóvar                   | Vlag van Spanje |
| Mona Lisa and the Blood Moon | Ana Lily Amirpour                 | Vlag van Verenigde Staten                                                                                                |
| On the Job: The Missing 8    | Erik Matti                        | Vlag van Filipijnen |
| The Power of the Dog         | Jane Campion                      | Vlag van Verenigd Koninkrijk · Vlag van Australië · Vlag van Nieuw-Zeeland · Vlag van Verenigde Staten · Vlag van Canada |
| Qui rido io                  | Mario Martone                     | Vlag van Italië · Vlag van Spanje                                                                                        |
| Spencer                      | Pablo Larraín                     | Vlag van Verenigde Staten · Vlag van Verenigd Koninkrijk · Vlag van Duitsland · Vlag van Chili                           |
| Sundown                      | Michel Franco                     | Vlag van Mexico · Vlag van Frankrijk · Vlag van Zweden                                                                   |
| Un autre monde               | Stéphane Brizé                    | Vlag van Frankrijk |
| Vidblysk                     | Valentyn Vasyanovych              | Vlag van Oekraïne |
| Zeby nie bylo sladów         | Jan P. Matuszyński                | Vlag van Polen · Vlag van Frankrijk · Vlag van Tsjechië                                                                  |

### Buiten de competitie
| Film            | Regisseur          | Land                                                                                            |
| --------------- | ------------------ | ----------------------------------------------------------------------------------------------- |
| Dune            | Denis Villeneuve   | Vlag van Verenigde Staten · Vlag van Hongarije · Vlag van Canada · Vlag van Verenigd Koninkrijk |
| Halloween Kills | David Gordon Green | Vlag van Verenigde Staten                                                                       |

## Prijzen

### Binnen de competitie[10]
- Gouden Leeuw: L'Événement van Audrey Diwan
- Grote Juryprijs: È stata la mano di Dio van Paolo Sorrentino
- Zilveren Leeuw: Jane Campion voor The Power of the Dog
- Coppa Volpi voor beste acteur: John Arcilla voor On the Job: The Missing 8
- Coppa Volpi voor beste actrice: Penélope Cruz voor Madres paralelas
- Speciale Juryprijs: Il buco van Michelangelo Frammartino
- Premio Osella voor beste scenario: Maggie Gyllenhaal voor The Lost Daughter
- Premio Marcello Mastroianni: Filippo Scotti voor È stata la mano di Dio

### Speciale prijzen
- Gouden Leeuw voor Lifetime Achievement: Roberto Benigni en Jamie Lee Curtis.